# Palazzo della Fondiaria
Il Palazzo della Fondiaria è un edificio storico ubicato nel quartiere Chiaia (via Vittoria Colonna 14) in Napoli.

## Descrizione
L'edifizio, ricostruito dalla Società Fondiaria alla fine del XIX secolo su un sito preesistente, fu la residenza di Giustino Fortunato al quale è dedicata l'epigrafe: